# Canon PowerShot G-серии
Canon PowerShot G-серии (Canon G-серии) — линейка компактных цифровых фотокамер фирмы Canon. Модели этой серии стали «флагманскими» и предназначены для фотографов-полупрофессионалов, желающих больше гибкости от камеры, чем предоставляют распространённые цифровые незеркальные камеры.
Серия G отличается использованием литий-ионных аккумуляторов, поворотного LCD-экрана (в моделях G7, G9, G10 и G15, G 16 он фиксированный), формата RAW для изображений, объективов с более широкой максимальной диафрагмой, чем стандартные модели Canon PowerShot, удалённым захватом (кроме модели G11) и быстрой электроникой. Камеры этой серии также снабжены башмаком для внешней вспышки, включая управляющий ею механизм.

## Описание
Фотокамеры Canon G-серии представляет собой компактные цифровые фотоаппараты из серии высшего ценового диапазона компактных фотокамер Canon: «Canon PowerShot G». Являются рядовыми представителями промежуточного звена между компактными и зеркальными фотоаппаратами, наряду с Nikon Coolpix P××××. По ряду признаков они соответствуют классу псевдозеркальных фотоаппаратов, но кроме электронного оснащены оптическим визиром. Фотоаппараты этой линейки ориентированы на ручной режим съёмки, для обеспечения удобства и быстроты регулировки они механизированны. Универсальность достигается большим диапазоном ручных настроек и поддержкой внешней вспышки через «горячий башмак». Для последующей обработки фотографий предусмотрена возможность сохранения их без преобразования и сжатия, в так называемом Raw-формате.

## Основные характеристики

### Canon G1 — G6
Общим функционалом в ранних моделях линейки было:
- светосильный объектив (минимальное значение F = 2,0);
- поворачивающийся и переворачивающийся ЖК-экран помимо маленького ЖК-экрана на верхней панели для отображения статуса камеры;
- поддержка формата Raw для изображений;
- ПЗС-сенсор размером 1/1,8";
- ручной выбор диафрагмы и приоритета выдержки;
- настраиваемый баланс белого цвета;
- встроенная фотовспышка;
- башмак для внешней вспышки;
- подключение по USB;
- слот для карт памяти CompactFlash;
- наличие широкоугольного конвертера и телеконвертера;
- фирменные EOS режимы съёмки, позволяющие фотографу выбирать различные настройки экспозиции для разных условий;
- инфракрасный пульт дистанционного управления;
- начиная с G3 — встроенный нейтральный светофильтр;
- литий-ионный аккумулятор.

- Год выпуска модели G1 — 2000 г[4].

### Canon G7
Вышедшая в 2006 году камера Canon PowerShot G7 существенно отличается от предыдущих моделей линейки. Она лишилась многих характерных черт предшественников — таких как светосильный объектив, поворотный экран, инфракрасный пульт дистанционного управления и даже поддержки фортмата Raw. Модель приобрела следующие новые характеристики:
- объектив с большей кратностью зуммирования (6×), а также оптической стабилизацией, но менее светосильный (f/2,8 — f/4,5);
- разрешение матрицы 10 МПикс;
- больший по размеру и разрешению, но неповоротный экран;
- слот для карт памяти SDHC, MMC вместо CompactFlash;
- больший диапазон ISO (80-1600);
- улучшенный режим видеосъёмки.

### Canon G10
- Широкоугольный объектив с э. ф. р. 28-140 мм. Вследствие изменения объектива и корпуса, аксессуары (телеконвертер 1,4 либо 2,0 крат (у G9 имеется только широкоугольный конвертер), сумка и чехол от G9 не подходят) обновлены.
- Разрешение матрицы 14,7 МПикс (вместо 12).

### Canon G11
- Поворотный дисплей 2,8".
- HDMI разъём.
- Широкоугольный конвертер WC-DC58D.

### Canon G12
Внесённые изменения по сравнению с предыдущей моделью линейки:
- Диск прокрутки на передней части (отвечает за изменение выдержки с шагом 1/3),
- Корпус из усиленного пластика вместо магниевого сплава,
- Hybrid IS (стабилизация изображения при макросъёмке),
- Full HD 720p со стереозвуком,
- Canon HS (несколько пикселей заменяют один для ISO до 12800),
- и другие (новые режимы на колесе управления: «ночной» и «Быстрый снимок», электронный уровень, встроенное совмещение трёх фотографий для увеличения динамического диапазона с ручной регулировкой, раздвижной переходник на фильтр/конвертер, поддержка карт памяти SDXC до 2 TiB).

### Canon G1 X
Внесённые изменения по сравнению с предыдущей моделью линейки:
- 14 Мпиксельная КМОП-матрица размером 1,5"
- 14-битный RAW
- объектив светосилы f/2,8 — f/5,8 конструкции 11 элементов в 10 группах

### Canon G15
Внесённые изменения по сравнению с предыдущей моделью линейки:
- переработанный объектив со значениями f/1,8 — f/2,8 (тогда как в G1 X минимальное значение f=2,5);
- отжимаемая кнопка вспышки на верхней стороне;
- 12-мегапиксельная КМОП-матрица размером 1/1,7";
- процессор DIGIC 5;
- дисплей 922 тыс. цветов, теперь не поворотный;
- запись видео H.264 1920×1080@24 и передача через HDMI-mini;
- восстановлено 5-кратное оптическое увеличение (в G1 X оно уменьшалось до 4-х кратного).

### Canon G16
Внесённые изменения по сравнению с предыдущей моделью линейки:
- матрица BSI CMOS, размер 1/1.7″ и разрешение 12 Mpx
- процессор DIGIC 6
- Нейтрально-серый фильтр (3 ступени)
- Скорость съёмки 12 кадров/сек.
- LCD экран размером 3″ и разрешением 920 тыс. пикселей
- Встроенный Wi-fi

| Модель, дата выхода | Размер матрицы, разрешение (Мпикс), размер кадра (пикс) | Кратность зума            | Память       | Процессор, ф.ш., ISO | Размеры корпуса (мм); масса (грамм) | Аккумулятор: модель, ёмкость mA/час, кол-во снимков | Изображение |
| ------------------- | ------------------------------------------------------- | ------------------------- | ------------ | -------------------- | ----------------------------------- | --------------------------------------------------- | ----------- |
| G1 сентябрь 2000    | CCD 1/1,8 3,34 (2 048 × 1 536)                          | f/2 — f/2,5 3× (34—102)   | CF           | 50—400               | 120×77×64; 500                      | BP-511                                              |             |
| G2 август 2001      | CCD 1/1,8 4,13 (2 272 × 1 704)                          | f/2 — f/2,5 3× (34—102)   | CF           | 50—400               | 121×77×64; 515                      | BP-511                                              |             |
| G3 сентябрь 2002    | CCD 1/1,8 4,00 (2 272 × 1 704)                          | f/2 — f/2,5 3× (34—102)   | CF           | DIGIC 50—400         | 121×74×70; 515                      | BP-511                                              |             |
| G5 июнь 2003        | CCD 1/1,8 5,00 (2 592 × 1 944)                          | f/2 — f/3 4× (35—140)     | CF           | DIGIC 50—400         | 121×74×70; 510                      | BP-511                                              |             |
| G6 август 2004      | CCD 1/1,8 7,10 (3 072 × 2 304)                          | f/2 — f/3 4× (35—140)     | CF           | DIGIC 50—400         | 105×73×73; 480                      | BP-511A                                             |             |
| G7 сентябрь 2006    | CCD 1/1,8 10,00 (3 648 × 2 736)                         | f/2,8 — f/4,5 6× (35—210) | SDHC, MMC    | DIGIC III, 80—1600   | 106×72×43; 420                      | NB-2LH                                              |             |
| G9 август 2007      | CCD 1/1,7 12,10 (4 000 × 3 000)                         | f/2,8 — f/4,5 6× (35—210) | SDHC, MMC    | DIGIC III, 80—1600   | 106×72×43; 480                      | NB-2LH                                              |             |
| G10 октябрь 2008    | CCD 1/1,7 14,70 (4 416 × 3 312)                         | f/2,8 — f/4,5 5× (28—140) | SDHC, MMC    | DIGIC 4, 80—1600     | 109×78×46; 350                      | NB-7L 1050                                          |             |
| G11 октябрь 2009    | CCD 1/1,7 10,00 (3 648 × 2 736)                         | f/2,8 — f/4,5 5× (28—140) | SDHC         | DIGIC 4, 80—3200     | 112×76×48; 375                      | NB-7L 1050                                          |             |
| G12 сентябрь 2010   | CCD 1/1,7 10,00 (3 648 × 2 736)                         | f/2,8 — f/4,5 5× (28—140) | SDHC, HCMMC+ | DIGIC 4, 80—12800    | 112×76×48; 401                      | NB-7L 1050 370                                      |             |
| G1 X январь 2012    | КМОП 1,5 14,3 (4 352 × 3 264)                           | f/2,8 — f/5,8 4× (28—112) | SDXC         | DIGIC 5, 100—12800   | 116×80×64; 534                      | NB-7L 920 400                                       |             |
| G15 сентябрь 2012   | КМОП 1/1,7 12,00                                        | f/1,8 — f/2,8 5× (28—140) | SDXC         | DIGIC 5, 80—12800    | 107×76×40; 352                      | NB-10L 920 350                                      |             |
| G16 август 2013     | КМОП 1/1,7 12,00                                        | f/1,8 — f/2,8 5× (28—140) | SDXC         | DIGIC 6, 80—12800    | 108,8×75,9×40,3; 356                | NB-10L 920 360                                      |             |

## Конкуренция
Конкуренцию линейки Canon PowerShot G, в основном, составляет линейка Nikon Coolpix P, так как модели идеологически очень схожи: имеют большой набор аксессуаров (системность достигается подключением внешней вспышки, конвертеров, светофильтров и т. п.), большинство настроек осуществляется не входя в меню (ориентированны на съёмку в ручном режиме с последующей обработкой фотографий). Подключаемые аксессуары могут быть как универсальные (светофильтры, бленды), от зеркальных фотоаппаратов этой фирмы (вспышки), так и разработанные для конкретной модели этой линейки (конвертеры). Настройки фотоаппарата у Canon G-серии построена по принципу «каждому параметру своя кнопка», у Nikon P-серии же как у зеркального фотоаппарата этой фирмы. Конкурирующих моделей этих линеек выходили почти одновременно, матрицы как по размеру, так и по разрешению одинаковые, а вот объективы имели существенные отличия:
- G7 — P5000 (f/2,8 — f/4,5 35—210 против f/2,7 — f/5,3 36—126)[8],
- G9 — P5100 (f/2,8 — f/4,5 35—210 против f/2,7 — f/5,3 35—122),
- G10 — P6000 (f/2,8 — f/4,5 28—140 против f/2,7 — f/5,9 28—112),
- G12 — P7000 (f/2,8 — f/4,5 28—140 против f/2,8 — f/5,6 28—200),
- G15 — P7700 (f/1,8 — f/2,8 28—140 против f/2 — f/4 28—199).

В качестве неосновных конкурентов можно привести линейки фотокамер Panasonic Lumix DMC-LX-серии, Samsung EX-серии, Fujifilm X10/XF-1, но в них не ставится во краю угла системность (внешняя, разработанная для него вспышка, имеется) и съёмка в ручном режиме (с натяжкой можно можно назвать тут основным режимом съёми, так как настройки всё же осуществляются через меню).
C G1 X и G1 X Mark II ситуация другая — явных конкурентов здесь не наблюдается, так как ниша сопоставимых по цене фотокамер с большой матрицей и несменной оптикой пока никем не занята.

## Аксессуары
К фотокамере (за отдельную плату) можно приобрести различные аксессуары. Доступны аксессуары, включая вспышки Canon Macro Ring Lite и Macro Twin Lite. Кроме того, к G10 подходят некоторые аксессуары и от фотоаппаратов серии Canon EOS.

### Конвертеры, адаптеры
- LA-DC58K — адаптер конвертеров. Необходим для установки на камеру телеконвертера TC-DC58D, а также бленд с резьбой, фильтров и т. п. Адаптер конструктивно представляет собой две трубки из композитного углепластика (LA-DC58K производства Canon) или магниевого сплава (LA-DC58K производства сторонних производителей), свинчивающиеся между собой (резьба несовместима с 58мм), имеющие с одной стороны специализированное байонетное крепление для присоединения к фотоаппарату и с другой резьбу 58 мм для:
  - Телеконвертера TC-DC58D. Вкручивается непосредственно;
  - Аксессуаров через переходные увеличивающие кольца для исключения виньетирования. Увеличивающие кольца имеют диаметр резьб из стандартного набора. Например, Cavision AR82-58, Cavision AR85-58, MARUMI 58-72 и MARUMI 72-77, MARUMI 58-62 и MARUMI 62-77, Betwix 58-62 58-67 58-72 58-77.
    - Непосредственно аксессуаров, например, бленд, фильтров.
    - аксессуаров через нерезьбовое крепление:
      - Marumi SL — скоростное крепление для фильтров 58-72 мм. Кольцо вкручивается в стандартный фильтр. На другой стороне кольца три подпружиненных шарика для быстрого надевания/снимания кольца.
      - Байонетного. Переходника с резьбы на байонет не существует.
- TC-DC58D — телеконвертер. При установке на камеру через конвертер LA-DC58K увеличивает фокусное расстояние объектива приблизительно в 1,4 раза (максимально до 196 мм).
- FA-DC58B — адаптер фильтров. Позволяет избавиться от виньетирования. Предназначен для установки лёгких аксессуаров, за исключением телеконверторов. Конструктивно представляет собой две трубки из композитного углепластика, вложенные одна в другую, имеющие подпружиненные соединения, которые в исходном состоянии складывают (убирают) внутреннюю трубку во внешнюю. В рабочем положении на длинном фокусе (при зуммировании) торец объектива камеры упирается в специальные подвижные опоры и таким образом, выдвигает внутреннюю трубку вместе с навинченным на неё аксессуаром. То есть, адаптер FA-DC58B в отличие от LA-DC58K имеет переменную, а не фиксированную длину. Минимальное расстояние между торцом объектива камеры и используемым аксессуаром позволяет избавить фотографа от нежелательного виньетирования.

### Вспышки и принадлежности к ним
- Вспышки Speedlite серии EX. Эти вспышки в основном предназначены для фотокамер серии EOS. Объект съёмки освещается оптимальным образом, что обеспечивает чёткие, естественно выглядящие кадры.
  - Speedlite 220EX
  - Speedlite 420EX
  - Speedlite 430EX
  - Speedlite 430EX II
  - Speedlite 480EX II
  - Speedlite 550EX
  - Speedlite 580EX
  - Speedlite 580EX II
- ST-E2 — передатчик для вспышек Speedlite. Обеспечивает дистанционное управление удалёнными (ведомыми) вспышками Speedlite (кроме вспышки Speedlite 220EX)
- HF-DC1 — вспышка повышенной мощности. Устанавливается на камеру как дополнительная и может использоваться для съёмки объектов, расположенных за зоной действия встроенной вспышки.
- SB-E2 — кронштейн для вспышек Speedlite. Этот кронштейн помогает предотвратить появление неестественных теней по краям объектов при съёмке в вертикальной ориентации камеры и полезен для портретной съёмки. В комплект этого кронштейна входит кабель выносной колодки OC-E3.
- OC-E3 — кабель выносной колодки. Кабель позволяет использовать вспышку Speedlite на расстоянии до 60 см от камеры.

## Внешний вид

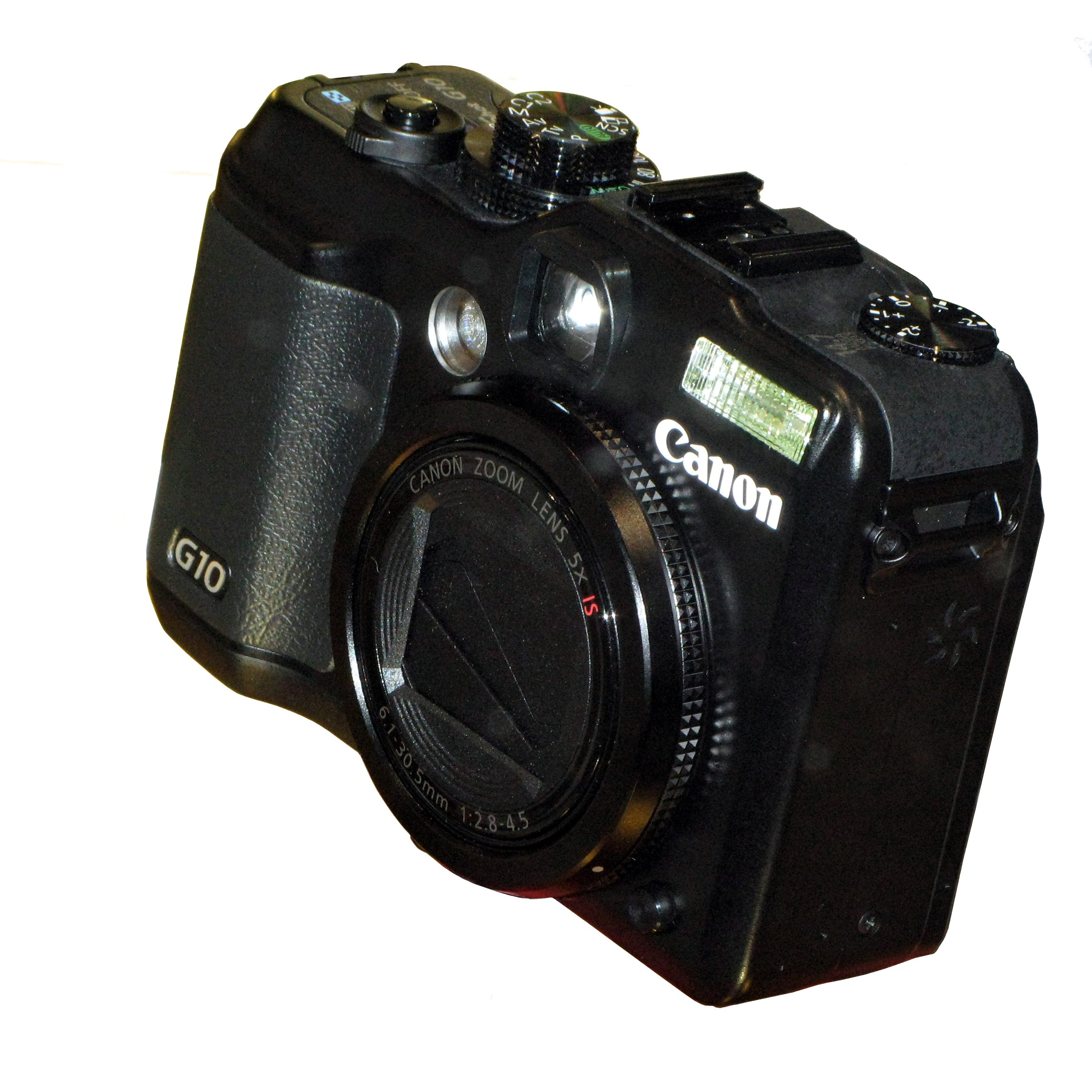
Canon PowerShot G10
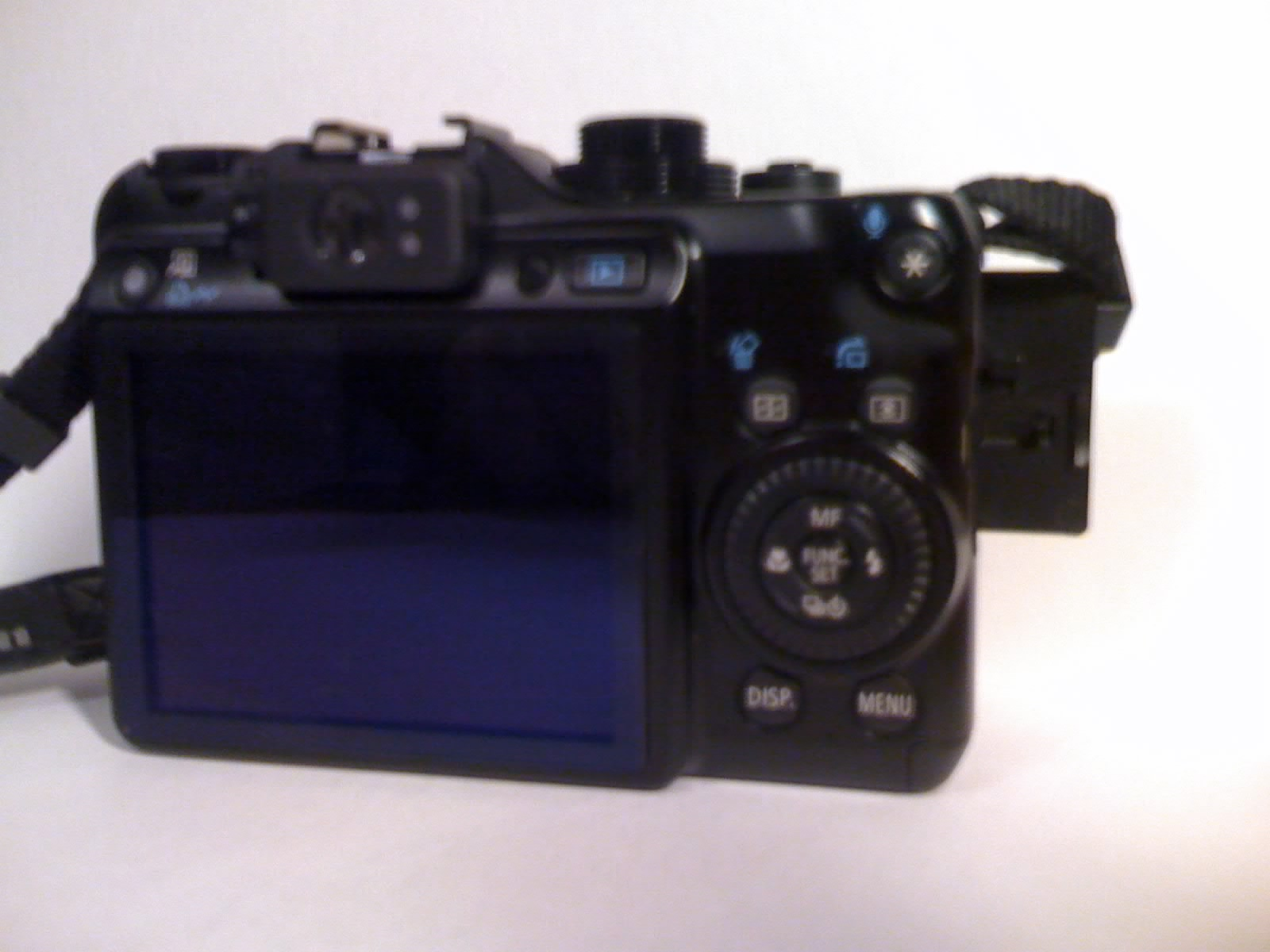
Canon PowerShot G10 сзади